# Storciove, Novomîkolaiivka
Storciove (în ucraineană Сторчове) este localitatea de reședință a comunei Storciove din raionul Novomîkolaiivka, regiunea Zaporijjea, Ucraina.

## Demografie
Componența lingvistică a localității Storciove
     Ucraineană (92,91%)
     Rusă (5,97%)
     Alte limbi (0,37%)
Conform recensământului din 2001, majoritatea populației localității Storciove era vorbitoare de ucraineană (92,91%), existând în minoritate și vorbitori de rusă (5,97%).